# Gustav Wasa (Brentano)

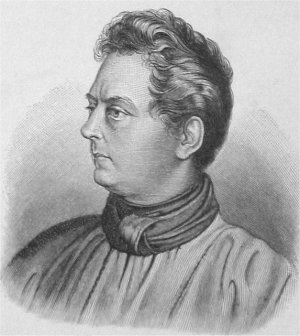
Clemens Brentano
(1778–1842)

Gustav Wasa ist eine Literatursatire von Clemens Brentano, die, anno 1798 geschrieben, im Frühsommer 1800 unter dem Titel Satiren und poetische Spiele von Maria. Erstes Bändchen. Gustav Wasa bei Wilhelm Rein in Leipzig als erste Buchpublikation des Autors erschien.

## Kotzebue
Brentano persifliert in seiner Farce zwei Stücke des seinerzeit populären deutschen Bühnenautors August von Kotzebue; das Lustspiel Der hyperboreische Esel und das Schauspiel Gustav Wasa. Indem Kotzebue das letztere Stück den Herausgebern des Athenäums widmet, greift er Schlegel an. Dieser hatte sich als Hyperboreer bekannt – als einer, der Apollon Esel opfere, damit sich der Gott an den wunderlichen Sprüngen dieser Tiere ergötze. Kotzebue lässt in seinem Stück einen gewissen Karl auftreten, mit dem er Friedrich Schlegel meint. Am Ende des Stücks wird Karl ins Tollhaus geschickt.

## Wasa
Brentano verwendet wenige Episoden aus den Jugendjahren seines Titelhelden Gustav Wasa. Die Handlung setzt zu Beginn des Jahres 1520 ein, als Wasa, vom Lübecker Bürgermeister Nikolaus Brömse bereits ein halbes Jahr in Hollstein beherbergt, in das heimatliche Schweden aufbrechen will. Im Kampf gegen den Dänenkönig Christiern war Gustav Wasa in Gefangenschaft geraten, aus der ihm die Flucht gelungen war.
Sonst kommen in dem Stück noch eine Begegnung mit Margaretha Löwenhaupt, einer seiner späteren Frauen und eine weitere Befreiungsaktion, diesmal initiiert und persönlich ausgeführt von seiner lieben Schwester Margaretha Wasa, vor.

## Inhalt
Pagina 58 des Hyperboreischen Esels
Brentano nimmt aus Kotzebues Stück den Fürsten, den Baron von Kreuz, dessen Tochter Malchen und die Frau von Berg in die Szene hinein. Der Fürst lädt den Baron und die Seinen in die Residenz ein. Kotzebue wird dort seine Komödie „Gustav Wasa“ zu Ehren von Hansens Vermählung aufführen. Hans, der Sohn Frau von Bergs und Malchens Bräutigam, fürchtet, er werde das Lustspiel nicht verstehen. Der Fürst, der Hans zum Oberforstmeister ernennen will, zerstreut die Bedenken. Man fährt auf dem Jagdwagen des Fürsten, vom Esel gezogen, in die Residenz. Der Fürst reitet den Esel.
Eine Bibliothek
Der Dramatiker Seneka meint, die „verdammten Comödien“ störten den Hausfrieden in der Bibliothek. Tertullian und Ovid tun die Komödie als süßliches Getränk ab. Der hyperboreische Esel beruhigt die römischen Dichter: Kotzebue werde im Gustav Wasa „vielen Spaaß machen“. Kotzebues Stücke, Kinder eines Volksdichters, darunter „Menschenhass und Reue“, melden sich zu Wort und widersprechen sofort. Witzig sein sei alles. Valerius Maximus, Sankt Cyprian, Properz, Minutius Felix, Cicero und Julian Apostata – Autor des Barthassers – aber stellen sich auf die römische Seite. Ein Plauderer – Prince de Conty – wird von einem Bibliothekar abgelöst. Ein Buch unter dem Arm des Bibliothekars, ein Band „Schwedische Geschichte“, mokiert sich über Kotzebues Umgang mit den Quellen. Unvermittelt kommen auch noch „Schillers Glocke“, Woldemar und Jakob Böhm zu Wort.
Oeffentliche Orte
Der Weg in Das innere Schauspielhaus führt den Zuschauer über Einen öffentlichen Garten, eine Mooshütte, Ein Gasthaus und das äußere Schauspielhaus. Monsieur Abonnement, Brentano nennt ihn Abon, langweilt sich im öffentlichen Garten und erhofft von Herrn Betedoux, einem Lohnlakay, der Lakay genannt wird, Zerstreuung. Zum Zeitvertreib werden Schlegels „Lucinde“ und der angeblich unpoetische „Prinz Zerbino“ von Tieck kritisiert. Kurzerhand wird dem unschuldigen Abon der Strick gedreht. Nach der Untat zieht der Lakay unbekümmert seinen Knigge aus der Tasche und schlägt über den Umgang mit Erhängten nach. Baron von Kreuz passiert das Gasthaus. In der Gaststube wird über die Kotzebueschen Stücke schlecht geredet. Man sollte sie im Dunkeln aufführen. Am Schauspielhaus hängt der aufgeknüpfte Abon. Der Gehenkte kann sogar noch sprechen. In den Logen des Schauspielhauses werden zierliche Frauen und auch der Baron von Kreuz mit Anhang – „Leute von Stande vom Lande“ – von den Logengeistern willkommen geheißen. Ein kleiner reiner deutscher Dichter wird erwähnt – J. P. Richter. Bei Brentano kommen die Säulen, die Wände, Arabesken und das ganze Gebäude zu Wort. Zuschauerinnen hegen Erwartungen. Etwas zu lachen soll es geben. Man möchte bei ausreichender Beleuchtung gesehen und gerührt werden.
Erster Aufzug
In einem Dorfe bei Lübeck ist Gustav Wasa als Ochsenknecht bereits monatelang untergetaucht. Erich Banner, vom dänischen König ausgesandt, kommt. Er soll den Sträfling einfangen. Gustav und der Lübecker Bürgermeister stimmen den Edelmann durch Zureden um, so dass der Gesandte über Schwedens schweres Los weint. Gustav darf mit einem braven Schiffer nach Hause segeln. Dort harrt das schwedische Heer seiner.
Sogar dem Theatergeist ist dieser Schwenk zu viel:
Wohl dem Hause!
Heil der Pause!
ruft er aus.
Die Darstellerin Bassgeige wird gebeten, den Sturm während der Überfahrt Gustav Wasas ein klein wenig zu unterstützen. Kotzebue, der Autor des Stücks, macht die Sinfonie unmittelbar vor dem ersten Aufzug für einige Krankheitsfälle im Publikum verantwortlich. Es grassiert Engbrüstigkeit.
Zweiter Aufzug
Als Gustav in Begleitung des Lübecker Bürgermeisters in Schweden landet, wird er von Margaretha Löwenhaupt begrüßt:
Hier bin ich dir zum zweytenmal versprochen,
Und hoffe fest, daß du in wenig Wochen,
Dein Vaterland an Christian hast gerochen.
Die Gefolgschaft murrt:
Mit solchen zart poetschen Reden
Befreyen wir bei Gott kein Schweden.
…
Auf! laßt uns fort ein Heer zu sammeln,
Und höret auf so süß zu stammeln.
Der Handlungsort wechselt. In Kolmar befreit Margaretha Wasa ihren Bruder aus einem Verlies. Margaretha geht während der Tat mit dem Feind nicht zimperlich um:
Ihr könnt hier euren Tod erkaufen!
Wenn ihr zu folgen habt den Sinn,
So spreng ich gleich das Magazin.
Kotzebue freut sich, weil das Stück einem Herrn Hofrat gefällt. Die Bassgeige muss das Murren des schwedischen Volkes über den Tyrannen Christiern grundieren. Der Sinfonie zweiter Teil ist nicht aufführbar, denn ein am ersten Teil Erkrankter ist gestorben. Man möchte nun statt der Ohren die Nasen strapazieren und will arabisches Räucherpulver streuen. Talia bedauert den Autor, den das Gewissen quält, weil er den Herrn Abon aufknüpfen ließ.
Dritter Aufzug
Zuletzt schläft Gustav Wasa. Der „Verfasser dieser Posse“ muss das Publikum unterhalten:
Leise! stille! vielgeliebte Herren,
Die ihr hier in bunten Reihen gähnet,…
Das ist die Ruhe vor dem Sturm. Der Verfasser, dieser „erschreckte Dichter“, fühlt sich bedroht. „Heftiger Lerm“ naht. Das hat er nun von seiner Einfalt! Alles hat er hingeschrieben und aufführen lassen. Die „Menschen“ und „Leute“ nehmen den erhängten Herrn Abon herunter, tragen ihn in ein „Todtenhaus“ und „schlafen über den Wasa ein“.

## Zitat
- Der Bibliothekar: „Das Ew'ge wird nie aufgerieben.“[17]

## Form
Brentano kontaminiert Kotzebue; dichtet dessen Schöpfungen teilweise dreist in Knittelverse um. Tote Gegenstände kommen zu Wort. Zum Beispiel sagt die Lampe: „Laß uns den Mensch einmal besehen.“ Gustav Wasa sprich über Louis Capet, eine noch nicht geborene Person. Natürlich wimmelt das Stück von heute inzwischen ungebräuchlichen Formen. Zum Beispiel sagt Gustav Wasa: „Und darum hab ich mich gerochen.“

## Selbstzeugnisse
- Weimar im Juli 1798: In einem Brief an Heinrich Remigius Sauerländer kündigt Brentano eine „Satire gegen Kotzebue und seinen Esel“ an.[22]
- Marburg im Mai 1802: Brentano bedankt sich bei der Schwester Bettina für den Lob des Stücks. Er halte diesen für nicht gerechtfertigt.[23]

## Rezeption
- Frühromantik in Jena
  - Friedrich Schlegel äußert seinem Bruder gegenüber, man könne über das Stück nicht lachen.[24]
  - Dorothea Schlegel schreibt am 16. Juni 1800 an Schleiermacher, die Farce, in Tiecks Manier geschrieben, sei „herzlich dumm und toll“.[25]
  - Pfeiffer-Belli[26] kritisiert Brentanos verbissene satirische Bemühungen. Die „Witzblüten“ seien „meist gesucht und unerquicklich“. „Zutraulich“ habe sich der junge Brentano den „Jenenser Geistesgrößen“ mit dem Stück nähern wollen. Der Annäherungsversuch des „Toren und Mitläufers“ sei misslungen. Nach Kastinger Riley[27] ist das Stück „weder geistreich noch unterhaltend“.
  - Nach Schulz[28] haben Kotzebues und Brentanos Stücke eines gemeinsam – Schlegel und seine Jenaer Frühromantiker werden verhöhnt.
  - Schulz[29] stellt den jungen Brentano als Nachahmer Tiecks hin.
- Anspielungsreichtum
  - Das Gemeinte in Brentanos Text ist für den Leser im 21. Jahrhundert schwer begreifbar. Zum Beispiel sagen die „Menschen“: „Wir haben das schon gelesen von dem Mahomet.“[30] Goethes Übersetzung von Voltaires Stück kam zwei Jahre nach dem Wasa heraus. Oder der „Verfasser“ bedauert: „Nächstens wird das Trauerspiel Octavia nicht aufgeführt, welches von Berlin zur Beurtheilung anonym eingeschickt wurde, weil man es nicht würdigen konnte.“[31] Auf Schritt und Tritt begegnet dem Leser offenbar Versunkenes, schwer hebbares Wissen. Einen grundlegenden Beitrag zur Erhellung der „mehrdimensionalen Anspielungstechnik“ Brentanos liefert der 1982 erschienene Aurora-Aufsatz von Bellmann.
  - Tertullian zitiert aus seiner Abhandlung über das römische Spielewesen und Julian Apostata aus seinem Barthasser.[32]
  - Schulz[33] hebt den übersprudelnden Witz und die damit einhergehende stellenweise Undurchsichtigkeit des Stücks hervor. Er zitiert einen Ausspruch, der Marianne von Willemer zugeschrieben wird. Brentano besitze gar keine Phantasie, sondern diese besitze ihn.
- Spaß
  - Nach Schultz[34] ist wahrscheinlich der Hofzentaur ein Konterfei Hufelands und die Humanität ein Porträt Herders.
- Weiter führendes
  - Kastinger Riley[35] nennt Arbeiten von J. Kotzur (Dissertation Breslau 1932), F. Kemp (München 1966), M. Thalmann (Berlin 1974), W. Bellmann und H. Schultz.

## Ausgaben
- Wolfgang Frühwald (Hrsg.), Friedhelm Kemp (Hrsg.): Clemens Brentano, Werke, Band IV – Schauspiele. Enthält: Gustav Wasa, Ponce de Leon, Die lustigen Musikanten, Aloys und Imelde (Prosafassung) und Die Gründung Prags. 960 Seiten. Carl Hanser. 3. Aufl. 1. Januar 1966, ISBN 978-3-446-12654-1

## Forschungsliteratur
- Wolfgang Pfeiffer-Belli: Clemens Brentano. Ein romantisches Dichterleben. 214 Seiten. Verlag Herder, Freiburg im Breisgau 1947. Direction de l’Education Publique G.M.Z.F.O.
- Werner Vordtriede (Hrsg.): Clemens Brentano. Der Dichter über sein Werk. 324 Seiten. dtv München 1978 (© 1970 Heimeran Verlag München), ISBN 3-423-06089-1
- Konrad Feilchenfeldt: Brentano Chronik. Daten zu Leben und Werk. Mit Abbildungen. 207 Seiten. Carl Hanser, München 1978. Reihe Hanser Chroniken, ISBN 3-446-12637-6
- Werner Bellmann: „Bedlam“ und „Kasperle“ auf dem literarischen Schützenplatz in Jena. Zu Brentanos satirischem Frühwerk [bes. zum Drama 'Gustav Wasa']. In: Aurora. Jahrbuch der Eichendorff-Gesellschaft, Jahrg. 42 (1982) S. 166–177.
- Hartwig Schultz: Brentanos ''Gustav Wasa'' und seine versteckte Schöpfungsgeschichte der romantischen Poesie. In: Clemens Brentano. Beiträge des Kolloquiums im Freien Deutschen Hochstift 1978. Hg. von Detlev Lüders. Tübingen 1980. S. 295–330.
- Werner Bellmann: Eine unbekannte Selbstanzeige Brentanos zum „Gustav Wasa“. In: Clemens Brentano. Beiträge des Kolloquiums im Freien Deutschen Hochstift 1978. Hg. von Detlev Lüders. Tübingen 1980. S. 331–333.
- Werner Bellmann: Ein Kommentarbeitrag zu Brentanos „Gustav Wasa“. In: Aurora. Jahrb. der Eichendorff-Gesellschaft, Jahrg. 47 (1987) S. 176–178.
- Helene M. Kastinger Riley: Clemens Brentano. Sammlung Metzler, Bd. 213. Stuttgart 1985. 166 Seiten, ISBN 3-476-10213-0
- Gerhard Schulz: Die deutsche Literatur zwischen Französischer Revolution und Restauration. Teil 1. Das Zeitalter der Französischen Revolution: 1789–1806. 763 Seiten. München 1983, ISBN 3-406-00727-9
- Heinz Härtl: Wo fand Brentano die blaue Blume der Romantik? In: Zeitschrift für deutsche Philologie, Bd. 119, Heft 2, April 2000, S. 179–189.

### Zitierte Textausgabe
- Hartwig Schultz (Hrsg.): Gustav Wasa. S. 1–180 in Jürgen Behrens/Wolfgang Frühwald/Detlev Lüders (Hrsg.): Clemens Brentano. Sämtliche Werke und Briefe. Band 12. Dramen I. 970 Seiten. Leinen. W. Kohlhammer, Stuttgart 1982, ISBN 3-17-007043-6